# 쇼콜라치 콩 피멘타
《쇼콜라치 콩 피멘타》(포르투갈어: Chocolate com Pimenta)는 2003년 방영된 브라질의 텔레노벨라이다.